# 松姫 (吉川元経正室)
松姫（まつひめ、生年不詳 - 大永3年7月2日（1523年8月12日））は、戦国時代の女性。安芸国高田郡吉田荘の吉田郡山城を本拠地とする国人である毛利弘元の四女で、安芸国山県郡大朝新庄を本拠地とする国人・吉川元経の正室。子に吉川興経。法名は「昌屋妙繁大姉」。
異母兄に毛利興元と毛利元就。異母姉に宮姫（武田氏室）。同母兄に相合元綱。同母姉に八幡新造（渋川義正正室）、相合大方（井上元光正室）。異母弟に北就勝。異母妹に竹姫（井原元師正室）。

## 生涯
生年は不明だが、安芸国高田郡吉田荘の吉田郡山城を本拠地とする国人・毛利弘元の四女として生まれる。母は毛利弘元の側室。
永正3年（1506年）1月21日に父・弘元が死去しており、父とは早くに死別している。
婚姻の具体的な年は不明だが、安芸国山県郡大朝新庄を本拠地とする国人・吉川元経に嫁ぎ、嫡男の吉川興経を生む。
大永2年（1522年）3月6日に夫の吉川元経が死去したが、その翌年の大永3年（1523年）7月2日に松姫も死去した。法名は「昌屋妙繁大姉」。